# ابوحمزه خراسانی
ابوحمزه عبدالرحمان محمد بن ابراهیم نیشابوری (مرگ ۲۹۰ هجری)، از صوفیان و عارفان ایرانی در سدهٔ سوم هجری بود. او از محله مُلقاباد نیشابور برخاسته است و به گفتهٔ خواجه عبدالله انصاری اصل او را گوزگان نیز دانسته‌اند. وی در نیشابور پرورش یافته، در همان دیار به کمال رسیده و احتمالا در همان‌جا درگذشته است. کتابی به نام «المنتمین امن‌السیاح والعباد والمتصوفین» از او به جای مانده‌است.
ابوحمزه، در اوایل جوانی برای طلب دانش‌ها از زادگاهش نیشابور، به عراق سفر کرد. او در بغداد ساکن شد و با مشایخ همچون: جنید بغدادی، ابوتراب نخشبی و ابوسعید خراز، هم‌صحبت شد. جامی دربارهٔ او نوشته‌است:
ابوحمزه از جوانمردان مشایخ بود و در وجد و صحت حال، مانند نداشت، چنان‌که چون آواز باد شنیدی، وجدش رسیدی.
ابوحمزه، در سال ۲۹۰هجری درگذشت و در کنار ابوحفص حداد در نیشابور، محله ملقاباد، دفن شد.

## نام
| نام            | کنیه    | نام پدر | شهرت            | نسب               |
| -------------- | ------- | ------- | --------------- | ----------------- |
| عبدالرحمن محمد | ابوحمزه | ابراهیم | ابوحمزه خراسانی | خراسانی، نیشابوری |

## دربارهٔ او
در کتاب تذکره الاولیا دربارهٔ ابوحمزه این‌گونه نوشته شده‌است:
آن شریف اقران آن لطیف اخوان آن متمکن طریقت آن متوکل حقیقت آن کعبه مسلمانی ابوحمزهٔ خراسانی رحمةالله علیه از جملهٔ مشایخ بود و از اکابر طریقت و رفیع القدر و عالی همت بود و در فراست همتا نداشت و در توکل بی‌نهایت رسیده بود و در تجرید به‌غایت کشیده و ریاضات و کرامات او بسیار است و مناقب او بی شمار خلوات شایسته داشت بوتراب و جنید یافته بود.